# Grigoriá (Héraklion)
Grigoriá, en grec moderne : Γρηγορία, ou Grigoría ( Γρηγορία), est un village du dème de Phaistos, en Crète, en Grèce. Selon le recensement de 2011, la population de Grigoriá compte 173 habitants. Il est situé à une altitude de 420 m et à 74 km de Héraklion.